# Slaget vid Cedar Mountain
Slaget vid Cedar Mountain utspelades den 9 augusti 1862 i Culpeper County, Virginia, som en del av amerikanska inbördeskriget. Nordstaterna under generalmajor Nathaniel P. Banks attackerade sydstaterna under generalmajor Thomas J. "Stonewall" Jackson nära Cedar Mountain då de konfedererade sydstaterna marscherade mot Culpeper Court House för att förebygga ett avancemang av nordstaterna i centrala Virginia. Efter att ha nästan drivits ut från fältet i början av slaget bröt en motattack från sydstaterna nordstaternas linjer vilket resulterade i seger för sydstaterna. Slaget var den första striden under fälttåget i norra Virginia.

## Slaget
Generalmajor Nathaniel P. Banks fick sina order från John Pope runt klockan 10:00 på förmiddagen den 9 augusti. Han började då flytta fram sin kår för att understödja Samuel Crawfords infanteri och George D. Bayards kavalleri som placerat sig i en försvarslinje bakom Cedar Run. Crawford hade flyttat fram sin brigad under gårdagen, den 8 augusti, för att understödja Bayard.  Crawford hade placerat sin brigad bakom en förgrening till Cedar Run. Bayard hade stridigt med rebellernas vaktposter hela morgonen, och runt klockan 11:00 så kom hans kavallerienheter under eld från några artilleripjäser som placerat sig på den norra sluttningen av Cedar Mountain. Allt tydde på att stora rebellstyrkor var på väg mot Culpeper. Både Bayard och Crawford blev avlösta när resten av Banks kår började anlända runt klockan 12:00.
Brigad General A.S. Williams, befälhavare för Banks 1:a division (Crawfords brigad tillhörde denna divisionen) anlände först med huvuddelen av hans styrka. Williams sände Gordons brigad och ett batteri till några kullar, på Crawfords högra sida, där en del av Bayards kavalleri hade en skärmytsling med några konfedererade kavallerister. Runt klockan 14 anlände Banks med sin 2:a division under befäl av Brigadgeneral Christoper C. Augur, och han började placera sina trupper öster om Culpeper road. Där avlöste de flera regementen från Crawfords brigad som då kunde samla hela sin brigad på ett ställe på den västra sidan av vägen. Vid cirka 15:00 så hade Banks placerat färdigt sina styrkor, hans linje löpte nu i en nordväst och en sydöstlig riktning i ungefär fem km. I hans center låg Culpeper Road. Banks trupper räknade cirka 9 000 man inklusive Bayards kavalleri, vilket en del var placerat på varje flank av infanterilinjen.
Thomas "Stonewall" Jackson var fortfarande missnöjd efter gårdagens (den 8 augusti) framryckning mot Culpeper då det hade blivit trafikstockning på vägen de marscherade på så vissa enheter i hans kår inte ens rört sig från sin utgångsposition. Han var inte heller optimistisk när det gällde att nå framgång i att ta Culpeper den 9 augusti heller. Hans förtrupp under Richard S. Ewell var fortfarande åtta km ifrån Culpeper och vägen var nu blockerad av union kavallerister och en infanteristyrka man inte visste storleken på, man visste också att det fanns ytterligare unions trupper i Culpeper. 
Jacksons plan för dagen var att röra sig framåt och undersöka fiendens styrka vid Cedar Mountain. Runt klockan 07.00 sände han order till Ewell att röra sig framåt och förbereda sina trupper för strid. Medan detta utfördes fortsatte Jackson att oroa sig för sin vänstra flank. Han oroade sig för att John Pope skulle försöka sig på en omfattningsmanöver genom att avancera genom Madison Court House. Av denna anledningen beordrade han Beverly H. Robertson att sända kavalleri ut på hans vänstra flank för att spana efter ett omfattningsförsök. Robertson sände det 7:e Virginia-Kavalleriet, de red hela dagen och hade vid dagens slut kommit 40 km utan att se några tecken på unionssoldater som försökte anfalla i flanken.
Ewell började flytta fram sin främsta brigad, under Jubal A. Early, vid klockan 08:00. Det var redan varmt ute, över 27 grader när hans infanteri började röra sig framåt men det skulle bli ännu varmare under dagen. Earlys order var att röra sig mot unionens kavalleriläger som man visste låg framför hans trupper. Han skulle också hålla ett vakande öga på unionstrupperna som varit aktiva på västra sidan av Culpeper Road. För att göra detta avdelade han 1,5 regemente, vilket var en fjärdedel av hans brigad, medan han rörde sig framåt med sin brigad. Frånvaron av dessa regementen skulle visa sig svår under den kommande striden.
Earlys brigad nådde Robertsons kavallerilinje och stannade där för att observera unionens linje. Runt klockan 12:00 så fick han order av Ewell att flytta fram sin brigad till korsningen mellan vägen från Madison Court House och Culpeper Road. När Early nådde korsningen så skickade han ett par kanoner åt höger mot foten av Cedar Mountain. Dessa kanoner och några från Robertsons kavalleribrigad öppnade sedan eld mot unionslinjerna. Strax före klockan 12 så kom Jackson fram till fronten och höll ett möte med Ewell. Efter att ha spanat ut unionens linjer så bestämde han sig för att anfalla och det med en dubbel omfattning runt båda flankerna. Early sändes framåt längs Culpeper Road, medan Ewell tog sina två återstående brigader (Trimbles och Fornos brigader) till höger upp på Cedar Mountain, sedan skulle de anfall ner mot unionlinjens vänstra flank på motsatta sidan av slagfältet skulle Winder's division anfall unionens högra flank så fort division kom fram till slagfältet.